# Panicaut des Alpes
Eryngium alpinum
Espèce
Classification phylogénétique
Statut de conservation UICN

 NT  : Quasi menacé
Le panicaut bleu des Alpes, encore appelé chardon bleu des Alpes (Eryngium alpinum), est une espèce de plante herbacée vivace de la famille des Apiacées. Comme son nom l'indique, cette plante se trouve dans les Alpes.

## Description

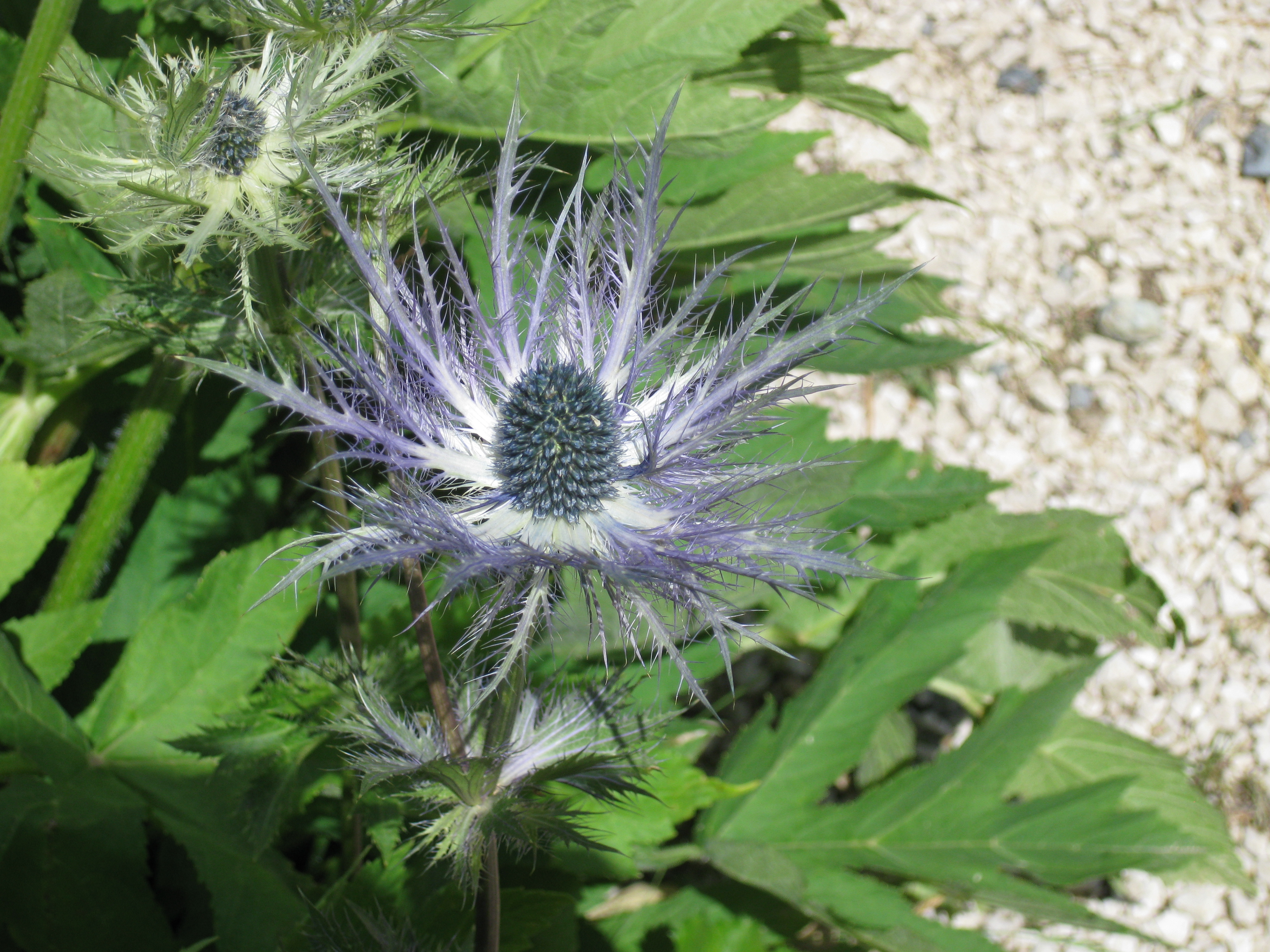
Eryngium alpinum.

Il s'agit d'une plante vivace glabre, haute de 30 à 60 cm, à souche épaisse d'où part une tige dressée feuillée, simple ou un peu rameuse au sommet. Les inflorescences s'épanouissent en juillet et en août. Les fleurs sont petites, blanches, groupées en têtes oblongues (2-4 cm de long) et entourées à leur base d'un involucre de dix à vingt bractées bleuâtres à bleu violacé, un peu molles et très finement découpées dentées, formant une collerette plus ou moins étalée (3-6 cm de long) ; ces ombelles transformées sont portées par de longs pédoncules également bleuâtres. Les feuilles de la base sont vertes, longuement pétiolées, à limbe ovale triangulaire très en cœur à la base (8-15 cm de long sur 5-13 cm de large) ; les caulinaires, sessiles, sont incisées en plusieurs lobes allongés, toutes sont à bords finement dentés et épineux. Les fruits obovales sont garnis d'écailles obtuses et surmontés par les sépales persistants.
Cette plante affectionne les terrains frais et riches en humus, parfois orientés au nord, et elle pousse exclusivement dans une terre calcaire.
C'est une plante rare que l'on peut découvrir notamment dans la vallée du Fournel (département des Hautes-Alpes, France), un lieu unique en son genre qui abrite plusieurs milliers de spécimens, ou présentée au jardin botanique alpin du Lautaret, parmi de nombreuses autres plantes alpines et montagnardes.

## Caractéristiques
Organes reproducteurs :
- type d'inflorescence : ombelle d'ombellules ;
- répartition des sexes :  hermaphrodite ;
- type de pollinisation :  entomogame ;
- période de floraison :  juillet à août.

Graine :
- type de fruit :  akène ;
- mode de dissémination :  épizoochore.

Habitat et répartition :
- habitat type : pelouses basophiles subalpines, alpiennes, mésohygrophiles ;
- aire de répartition : orophyte alpin.

Données d'après : Julve, Ph., 1998 ff. - Baseflor. Index botanique, écologique et chorologique de la flore de France, version : 23 avril 2004

## Espèce végétale protégée
En France, le chardon bleu est protégé au niveau national d'après l'arrêté du 20 janvier 1982, il est donc strictement interdit de ramasser ou d'arracher cette plante à son milieu naturel. Il est cependant possible de trouver des plants ou des fleurs coupées à la vente, produits par des professionnels, et il faut savoir qu'ils doivent être délivrés avec un document officiel indiquant la date et le lieu de la récolte, ainsi que le nom du cultivateur, afin de prouver que ces derniers n'ont pas été prélevés dans la nature.